# Марин Мермерски
Марин Минков Мермерски е български офицер, генерал-майор.

## Биография
Роден е на 25 август 1924 г. във врачанското село Ботево. От 1938 г. е член на РМС. Между 1941 и 1942 г. лежи два месеца в затвора. След това е ятак на партизани. През 1943 г. завършва реална гимназия в Горна Оряховица. На 11 февруари 1945 г. е назначен за помощник-командир на втора дружина от четиридесет и седми пехотен полк. Между 20 юни 1945 и 19 септември 1946 г. е заместник-командир по политическата част на дружина в 47-и пехотен полк. От 20 септември 1946 до 11 май 1947 г. е на същата длъжност във втори армейски артилерийски полк. След това до 31 юли 1947 г. е заместник-командир по политическата част на отделение в същия полк. В периода 1 август-20 ноември 1947 г. учи във Военното училище в София. След това е назначен за командир на батарея на бреговия артилерийски полк в Бургас. Остава на тази длъжност до 15 февруари 1948 г. От 16 февруари до 5 август е командир на батарея в Артилерийската школа към Народното военно артилерийско училище (НВАУ). На 6 август 1948 г. е назначен за временно изпълняващ длъжността командир на дивизион към Артилерийската школа. Освободен е от поста на 17 януари 1949 г.
Учи във Военна академия в Санкт Петербург (18 януари 1949 – 21 декември 1950). От 22 декември 1950 до 15 февруари 1952 г. е началник на цикъл „Артилерийска стрелба“, той и старши помощник по учебната част на НВАУ. За няколко месеца между 16 февруари и 16 юни 1952 г. временно изпълнява длъжността началник на Тактическия стрелкови комитет към Командването на артилерията. На 17 юни 1952 г. е назначен за постоянно изпълняващ длъжността началник на Тактическия стрелкови комитет. На 12 декември 1954 г. е освободен от длъжността. В периода 13 декември 1954 – 27 май 1956 г. е началник на отдел „Бойна подготовка“ в Командването на артилерията. Между 28 май и 30 август 1956 г. е на разпореждане на Управление „Кадри“. На 1 септември 1956 г. се записва да учи земна артилерия – команден профил във Военнотехническата академия. Завършва на 9 октомври 1958 г. Веднага след това се записва да учи във Военната академия в София същия профил. Завършва я на 2 септември 1959 г. От 3 септември 1959 г. до 25 октомври 1961 г. е командир на артилерията на седма мотострелкова дивизия в Ямбол. Между 26 октомври 1961 и 30 юли 1962 г. учи във Висшата офицерска артилерийска школа в Ленинград. След като се завръща на 31 юли 1962 г. е назначен за командир на артилерията на трета армия в Сливен. Остава на този пост до 14 ноември 1965 г. От 15 ноември 1965 до 29 август 1969 г. е командир на 56-а Артилерийска бригада. В периода 30 август 1969 – 2 август 1971 г. учи във Военната академия на ГЩ на СССР. От 3 август до 27 септември 1971 г. е на разпореждане на Управление „Кадри“. На 28 септември 1971 г. е назначен за началник на щаба на Управление „Ракетни войски и артилерия“ в Министерството на отбраната. След създаването на Командване Сухопътни войски (КСВ) е преназначен за началник-щаб на Управление „Ракетни войски и артилерия“ в КСВ. Остава на тази позиция до 29 септември 1974 г. От 30 септември 1974 до 23 октомври 1977 г. е заместник-началник на Военната академия в София, отговарящ за подготовката на родовете и специалните войски. В периода 24 октомври 1977 – 29 март 1978 г. преминава на разпореждане на Управление „Кадри“ по щат А-144 за уволнение. Излиза в запаса на 30 март 1978 г. Умира на 1 декември 2000 г. в София.

## Образование
- Реална гимназия, Горна Оряховица – 1943
- Военно училище в София – 1 август-20 ноември 1947 г.
- Военна академия в Санкт Петербург – 18 януари 1949 – 21 декември 1950
- Военнотехническа академия – 1 септември 1956 г. – 9 октомври 1958 г.
- Военна академия „Георги Раковски“ – 10 октомври 1958 г. – 2 септември 1959 г.
- Висша офицерска артилерийска школа, СССР – 26 октомври 1961 – 30 юли 1962 г.
- Военната академия на Генералния щаб на СССР – 30 август 1969 – 2 август 1971 г.

## Военни звания
- капитан (31 октомври 1946)
- майор (1 януари 1950)
- подполковник (29 юли 1952)
- полковник (25 ноември 1957)
- генерал-майор (30 август 1969)[5]

## Награди
- Медал „За безупречна служба“ – III ст.
- Медал „За безупречна служба“ – II ст.
- Медал „25 години народна власт“
- „Народна република България“ – III ст.
- Орден „За храброст“ – III ст.
- Орден „За храброст“ – II ст.
- „9 септември 1944 г.“ – I ст. с мечове
- „Червено знаме“
- орден „Георги Димитров“
- Медал „30 години социалистическа революция“